# Смерть Таирова
«Смерть Таирова» — российский трёхсерийный биографический фильм режиссёра Бориса Бланка, рассказывающий о последних годах жизни знаменитого советского режиссёра Александра Таирова.

## Сюжет
Фильм посвящён трагической судьбе выдающегося театрального режиссёра, основателя Камерного театра Александра Таирова. В 1949 году, в период так называемой борьбы с космополитизмом, Таиров был снят с должности руководителя Камерного театра и через год скончался в психиатрической клинике.

## В ролях
- Михаил Козаков — Александр Яковлевич Таиров
- Алла Демидова — Алиса Коонен
- Алексей Петренко — Сталин (роль озвучил Алексей Колган)
- Александр Мохов — Клим Ворошилов
- Гарик Сукачёв — Василий Васильевич Ванин, новый главный режиссёр
- Владимир Лаптев — Завадский
- Актёры Камерного театра, персонажи спектакля «Брамбилла»:
  - Алексей Гуськов — Алексей, новый директор театра / импресарио
  - Александр Лазарев — Александр Сергеевич, старый директор / Челионати
  - Евгений Герасимов — новый актёр / Панталоне
  - Андрей Межулис — Кефарский / Джилио
  - Ольга Ломоносова — Агнесса / Брамбилла
  - Леонид Тимцуник — молчаливый актёр / Гофман
  - Валерий Беляев — совестливый актёр / аббат
  - Наталья Архангельская — немолодая актриса / старуха

### В эпизодах
- Наталья Гончарова — Алла Тарасова
- Владимир Щербаков — Лаврентий Берия
- Екатерина Жемчужная — исполнительница цыганских романсов
- Александр Колпаков — исполнитель цыганских романсов
- Роман Агеев — Владимир Маяковский
- Рогволд Суховерко — Константин Станиславский

## Съёмочная группа
- Автор сценария: Павел Финн при участии Бориса Бланка
- Режиссёр-постановщик: Борис Бланк
- Оператор-постановщик: Михаил Суслов
- Главный художник: Борис Бланк
- Звукорежиссёр: Владимир Никонов
- Художник по костюмам: Наталья Монева
- Кордебалет музыкального театра им. Станиславского и Немировича-Данченко
  - Балетмейстер: Дмитрий Брянцев
- Музыкальное решение фильма:
  - Дмитрий Смирнов
  - Константин Шевелев
- Композитор: Дмитрий Смирнов

## Награды
- 2004 — Премия «Золотой Орёл» в номинации «Лучшая работа художника по костюмам» (Наталья Монева)
- 2005 — Премия «Ника» в номинации «за лучшую работу художника по костюмам» (Наталья Монева)